# 陶恩科格爾山
47°9′28″N 12°29′1″E / 47.15778°N 12.48361°E

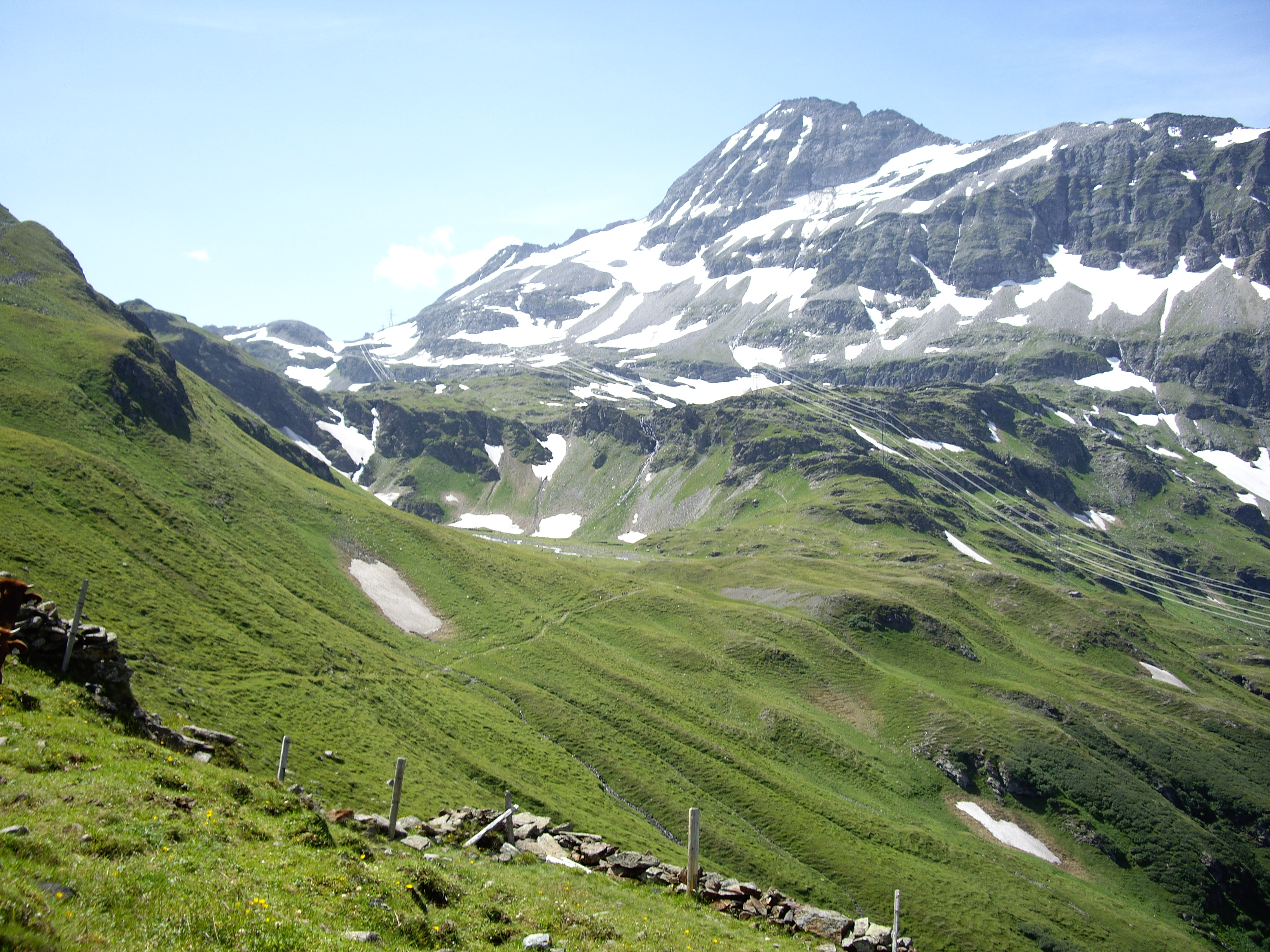

陶恩科格爾山（德語：Tauernkogel），是奧地利的山峰，是奧地利的山峰，位於該國中部，處於薩爾茨堡州和蒂羅爾州接壤的邊界，屬於維內迪傑山脈的一部分，距離羅特索伊勒山3.2公里，海拔高度2,988米，每年平均降雨量2,073毫米。